# サム・グッドマン
サム・グッドマン（Sam Goodman 、1998年10月10日 - ）は、オーストラリアのプロボクサー。ニューサウスウェールズ州アルビオンパーク出身。

## 来歴

### アマチュア・プロ転向
9歳でボクシングを始め、10歳で初めてアマチュアの試合に出場。アマチュア時代、バンタム級で世界ユース3位やオセアニア選手権Vなどの実績を持つ。2018年4月にプロ転向。

### スーパーバンタム級
2022年5月11日、ニューカッスルで富施郁哉（ワタナベ）とWBOオリエンタルスーパーバンタム級タイトルマッチ及びIBFインターコンチネンタル同級王座決定戦を行い、10回3-0（98-91×3）の判定勝ちを収めオリエンタル王座の初防衛に成功するとともに、インターコンチネンタル王座を獲得した。
2023年3月11日、シドニーのシドニー・スーパードームにて元IBF世界スーパーバンタム級王者テレンス・ジョン・ドヘニーとスーパーバンタム級10回戦を行い、10回3-0（100-89、98-92、97-92）の判定勝ちを収めた。
2023年6月18日、ゴールドコーストにて元WBA世界スーパーバンタム級暫定王者のライース・アリームとIBF世界同級挑戦者決定戦を行い、2-1（117-111、112-116、116-112）の判定勝ちを収め、マーロン・タパレスへの挑戦権を獲得した。
2023年10月15日、クイーンズランド州ブロードビーチのゴールドコーストコンベンション・アンド・エキシビション・センターでミゲル・フローレスとスーパーバンタム級12回戦を行い、12回3-0（120-105×2、118-107）の判定勝ちを収めた。
2024年3月13日、ウロンゴンのWINエンターテインメント・センターでマーク・シュライブスとスーパーバンタム級10回戦を行い、4回TKO勝ちを収めた。
2024年7月10日、ウロンゴンのWINエンターテインメント・センターでWBC世界スーパーバンタム級8位のチャイノイ・ウォラウットとスーパーバンタム級12回戦を行い、12回3-0（117-111、117-113、119-109）の判定勝ちを収めた。
2024年12月24日、有明アリーナにて井上尚弥と対戦予定だったが、14日にスパーリング中に左目上をカットしたため、試合は2025年1月24日に延期となった。
2025年1月11日、グッドマンがスパーリング中に左目上を再びカットしたとして、井上への挑戦辞退が発表された。
2025年1月15日、WBOはグッドマン陣営に左目上のカットについての診断書を10日以内に提出するよう命じた。提出に応じない場合は井上への挑戦権を剝奪することとなる。

### フェザー級
2025年8月16日、世界初挑戦に加えてフェザー級転向初戦としてWBA世界同級王者のニック・ボールとWBA世界同級タイトルマッチを行うも、プロ初黒星となる12回0-3の判定負けを喫し王座獲得に失敗した。

## 戦績
- アマチュアボクシング：25戦 18勝 7敗
- プロボクシング：21戦 20勝 (8KO) 1敗

| 戦           | 日付           | 勝敗 | 時間    | 内容     | 対戦相手                     | 国籍             | 備考                                                                       |
| ------------ | -------------- | ---- | ------- | -------- | ---------------------------- | ---------------- | -------------------------------------------------------------------------- |
| 1            | 2018年4月13日  | ☆    | 2R 0:45 | TKO      | プーファ・ポーノブノン       | タイ             | プロデビュー戦                                                             |
| 2            | 2018年8月19日  | ☆    | 8R      | 判定 3-0 | リチャード・ロケット         | オーストラリア   |                                                                            |
| 3            | 2018年10月27日 | ☆    | 6R      | 判定 3-0 | シャマルラム・アヌジ         | フィジー         |                                                                            |
| 4            | 2019年3月29日  | ☆    | 6R      | 判定 3-0 | サンプリス・フォトサラ       | オーストラリア   |                                                                            |
| 5            | 2019年7月27日  | ☆    | 3R 2:37 | TKO      | クラウデバン・シーシー       | フィリピン       |                                                                            |
| 6            | 2019年11月16日 | ☆    | 3R 2:07 | TKO      | スナルディ・ガンボア         | インドネシア     |                                                                            |
| 7            | 2020年3月7日   | ☆    | 1R 2:45 | TKO      | ノルディ・マナカネ           | インドネシア     |                                                                            |
| 8            | 2021年4月10日  | ☆    | 6R      | 判定 3-0 | ダニエル・カー               | オーストラリア   |                                                                            |
| 9            | 2021年6月16日  | ☆    | 6R 1:17 | TKO      | ノート・ボーシャン           | ニュージーランド | ANBFオーストラリアフェザー級王座決定戦                                     |
| 10           | 2021年12月22日 | ☆    | 6R 0:48 | TKO      | リッチー・メプラナム         | フィリピン       | WBOオリエンタルスーパーバンタム級王座決定戦                                |
| 11           | 2022年5月11日  | ☆    | 10R     | 判定 3-0 | 富施郁哉（ワタナベ）         | 日本             | IBFインターコンチネンタルスーパーバンタム級王座決定戦 WBOオリエンタル防衛1 |
| 12           | 2022年7月20日  | ☆    | 8R 1:26 | TKO      | ファン・ミゲル・エロルデ     | フィリピン       | IBF インターコンチネンタル防衛1・WBOオリエンタル防衛2                      |
| 13           | 2022年10月8日  | ☆    | 10R     | 判定 3-0 | ジェイソン・クーパー         | オーストラリア   | WBOオリエンタル防衛3                                                       |
| 14           | 2023年3月11日  | ☆    | 10R     | 判定 3-0 | テレンス・ジョン・ドヘニー   | アイルランド     | IBFインターコンチネンタル防衛2・WBOオリエンタル防衛4                       |
| 15           | 2023年6月18日  | ☆    | 12R     | 判定 3-0 | ライース・アリーム           | アメリカ合衆国   | IBF世界スーパーバンタム級挑戦者決定戦                                      |
| 16           | 2023年10月15日 | ☆    | 12R     | 判定3 -0 | ミゲル・フローレス           | アメリカ合衆国   |                                                                            |
| 17           | 2023年12月15日 | ☆    | 12R     | 判定 3-0 | リウ・ジョン                 | 中華人民共和国   |                                                                            |
| 18           | 2024年3月13日  | ☆    | 4R 3:00 | TKO      | マーク・シュライブス         | オーストラリア   |                                                                            |
| 19           | 2024年7月10日  | ☆    | 12R     | 判定 3-0 | チャイノイ・ウォラウット     | タイ             |                                                                            |
| 20           | 2025年5月14日  | ☆    | 12R     | 判定 3-0 | セサール・バカ・エスピノーサ | メキシコ         |                                                                            |
| 21           | 2025年8月16日  | ★    | 12R     | 判定 0-3 | ニック・ボール               | イギリス         | WBA世界フェザー級タイトルマッチ                                            |
| テンプレート |                |      |         |          |                              |                  |                                                                            |

## 獲得タイトル
- ANBFオーストラリアフェザー級王座
- WBOオリエンタルスーパーバンタム級王座
- IBFインターコンチネンタルスーパーバンタム級王座